# Võ Phiến
Œuvres principales
Hai mươi năm văn học miền Nam 1954-1975 (1986)
Đoàn Thế Nhơn dit Võ Phiến est un écrivain vietnamien, né au le 20 octobre 1925 à Trà Bồng au Viêt Nam et mort aux États-Unis en 2015. 
Il est l'auteur d’une quarantaine d’ouvrages et est considéré comme une figure majeure de la littérature contemporaine vietnamienne.

## Biographie
Võ Phiến de son vrai nom 'Đoàn Thế Nhơn nait le 20 octobre 1925 au village de Trà Bồng, district de Phù Mỹ dans la province de Bình Định au Viêt-Nam. Il est le fils de Đoàn Thế Cần (père) et de Ngô Thị Cương (mère) et le frère aîné de Đoàn Thế Hối (1932-) connu sous le nom de plume de Lê Vĩnh Hoà.
Il fait ses études à Quy Nhơn et rentre à l’école Thuận Hóa à Hué en 1942. Sa première chronique intitulée Những đêm đông (Nuits d’hiver) est publiée dans la revue Trung Bắc Chủ Nhật en 1943.
En 1945, il intègre l’armée Việt Minh jusqu’en 1946 puis il se rend à Hanoï à l’école Văn Lang afin de poursuivre ses études. En 1948, il se marie avec Võ Thị Viễn et enseigne dans l’interzone V de la République démocratique du Viêt Nam alors en guerre avec la France.
En octobre 1952, il est arrêté par les autorités communistes puis il est relâché en septembre 1954. Lors de la partition du Viêt-Nam, il rejoint le Sud.
À la fin de l’année 1954, il travaille un temps à Hué au sein du Département d’information du régime nationaliste puis retourne à Quy Nhơn. C’est dans cette ville qu’il publie ses premières œuvres littéraires : Chữ tình (1956) et Người tù (1957). Pendant la période de la République du Viêt Nam (1955-1975), il publie des articles dans les deux grandes revues culturelles de l’époque Sáng Tạo et Bách Khoa.
Il acquiert sa renommée avec Mưa đêm cuối năm (Pluie nocturne de fin d'année) publié en 1958 à Saïgon. Désormais installé dans la capitale du Sud Viêt-Nam, il est le correspond régulier de nombreuses revues littéraires : Bách Khoa, Khởi Hành, Mai, Sáng Tạo, Thế Kỷ 20, Tân Văn, Văn…
En 1960, il reçoit le Prix national de littérature du Viêt-Nam (Sud) et devient membre du jury de la commission qui délivre le prix.
En 1962, il fonde la maison d’éditions Thời Mới (Temps Nouveaux) et réédite ses premières œuvres.
En tant que professeur de littérature, il siège au Conseil national de la culture et de l'éducation de 1970 à 1974. Il enseigne les lettres à l'Université Hòa Hảo à Long Xuyên et à l'Université Nam Phương à Saïgon de 1973 à 1975.
Avant 1975, il est aussi connu pour avoir traduit des œuvres de Stefan Zweig, André Maurois et Fiodor Dostoïevski.
Après la chute de Saïgon, il rejoint les États-Unis et s'installe en Californie avec sa femme et ses deux enfants. L’ensemble de son œuvre est alors interdite par le nouvel État communiste (République socialiste du Viêt Nam).
En exil, il poursuit sa carrière d’écrivain en publiant régulièrement des romans, des nouvelles, des essais littéraires, des chroniques ou des poésies et devient un des auteurs vietnamiens les plus respectés de la diaspora. En particulier, il rédige en 1986 un panorama de la littérature du Sud Viêt-Nam qui le mène quelques années plus tard à éditer une collection de sept volumes sur le sujet (1999). Avec cette étude magistrale, il est considéré par la communauté vietnamienne exilée comme celui qui a su préserver tout un pan de la culture de la défunte république. Il participe au développement de la littérature vietnamienne d’outre-mer avec la revue Văn Học Nghệ Thuật de 1978 à 1979 puis de 1985 à 1986.
Ses œuvres complètes sont éditées en neuf volumes par les éditions Văn Nghệ en Californie en 1993. Il poursuit son œuvre jusqu’en 2009 date à laquelle il publie un dernier ouvrage intitulé Cuối cùng (Enfin). Au total, il comptabilise 25 œuvres éditées avant 1975 au Sud Viêt-Nam et 19 autres en exil aux États-Unis.
Il est mort à 7 heures du soir le 28 septembre 2015 à Santa Ana en Californie à l’âge de 90 ans.
Deux ouvrages édités sous le pseudonyme Tràng Thiên sont parus au Viêt-Nam en 2014.
Les traductions en anglais de ses écrits restent dispersées dans divers recueils littéraires comme Vietnamese Short Stories: An Introduction édité et traduit par James Banerian (1985) ; War and Exile: A Vietnamese Anthology édité par Nguyễn Ngọc Bích (1989) ; The Other Side of Heaven: Post-War Fiction by Vietnamese and American Writers sous la direction de Wayne Karlin, Lê Minh Khuê et Trương Vũ (1995) et Virtual Lotus: Modern Fiction from Southeast Asia édité par Teri Shaffer Yamada (2002). Son ouvrage La littérature au Sud-Vietnam 1954-1975, traduit par Võ Đình mai et publié en 1992 à Melbourne, représente la seule traduction existante de l'œuvre de Võ Phien sur l'histoire littéraire de la République du Viêt-Nam.

## Œuvres
Liste établie à partir des données de Worldcat, de l'article de la critique littéraire Thuy Khue consacré à cet auteur et du site Mémoires d'Indochine.
- 1956 : Chữ tình, Quy Nhơn, Bình Minh.
- 1957 : Người tù, Quy Nhơn, Bình Minh. Réédité à Saïgon, Thời mới, 1963.
- 1958 : Mưa đêm cuối năm : truyện ngắn, Saigon, Tự Do.
- 1961 : Đêm xuân trăng sáng, Saigon, Nguyễn Đình Vượng. Réédité chez Thời mới, 1965.
- 1961 : Về một xóm quê : tập truyện, Saïgon. Réédité chez Thời Mới, 1966.
- 1962 : Giã từ : truyện, Saïgon. Réédité chez Thời Mới, 1967.
- 1962 : Thương hoài ngàn năm : truyện, Gia-định, Bút Nghiên, et Saïgon, Trí Đăng, 1971.
- 1962 : Thư nhà : tùy bút, Saïgon, Thời mới.
- 1963 : Người tù : tập truyện, Saïgon, Thời mới.
- 1963 : Tràng Thiên [Võ Phiến], Tiểu thuyết hiện đại, Saïgon, Thời Mới.
- 1965 : Đêm xuân trăng sáng, Saïgon, Thời mới.
- 1965 : Một mình : tiểu thuyết, Saïgon, Thời Mới.
- 1965-1966 : Tạp bút, Saigon, Thời Mới, 3 vol.
- 1965 : Văn học Nga Xô hiện đại, Saïgon, Thời Mới.
- 1966 : Đàn ông : truyện, Saïgon, Thời Mới.
- 1966 : Về một xóm quê : tập truyện, Saïgon, Thời Mới.
- 1967 : Ảo ảnh : đoản văn, Saïgon, Thời Mới.
- 1967 : Giã từ : truyện, Saïgon, Thời Mới.
- 1969 : Phù thế : truyện, Saïgon, Thời Mới.
- 1972 : Chúng ta qua cách viết : tùy bút, Saïgon, Giao Điểm.
- 1973 : Đất nước quê hương : tùy bút, Saïgon, Lửa Thiêng.
- 1973 : Tạp luận, Saïgon, Trí Đăng. Réédité chez Văn Nghệ, 1987.
- 1976 : Thư gửi bạn, Người Việt.
- 1977 : avec Lê Tất Điều, Ly hương, Người Việt.
- 1978 : Nguyên vẹn, Des Moines, Iowa, Người Việt.
- 1979 : Lại thư gửi bạn, Westminster, Californie, Người Việt.
- 1986 : Hai mươi năm văn học miền Nam 1954-1975. Tập I, Tổng quan, Westminster, Văn Nghệ. Réédité en 1988 et en 2000. Traduit en anglais sous le titre Literature in South Vietnam, 1954-1975, Melbourne, Vietnamese Language & Culture Publications, 1992.
- 1986-1987 : Tùy bút, Westminster, Văn Nghệ, 2 vol.
- 1987 : Tạp luận, Westminster, Văn Nghệ.
- 1987 : Truyện ngắn I, Westminster, Văn Nghệ.
- 1988 : Tiểu luận, Westminster, Văn Nghệ.
- 1988 : Tiểu thuyết, Westminster, Văn Nghệ, 2 vol. (Tiểu thuyết I :  Giã từ, Một mình  / Tiểu thuyết II : Đàn ông, Nguyên vẹn). Réédité en 1993.
- 1989 : Tạp bút, Westminster, Văn Nghệ.
- 1989 : Truyện ngắn II : tập truyện, Westminster, Văn Nghệ.
- 1990 : Intact, Victoria, Australia : Vietnamese Language & Culture Publications.
- 1991 : Thơ miền Nam 1954-1975. Tập một, Stanton, Văn Nghệ.
- 1991 : Truyện thật ngắn, Stanton, Văn Nghệ.
- 1992-1993 : Truyện miền Nam, 1954-1975, Stanton, Văn Nghệ, 2 vol.
- 1992 : Quê : tùy bút, Stanton, Văn Nghệ.
- 1993 : Đối thoại, Stanton, Văn Nghệ.
- 1993 : Ký, bút, kịch miền Nam, 1954-1975. Tập một, Westminster, Văn Nghệ.
- 1993 : Viết, Westminster, Văn Nghệ.
- 1995 : Truyện miền Nam. Tập 3, Westminster, Văn Nghệ.
- 1996 : Sống và viết, Los Angeles, Văn Mới.
- 1997 : Thơ thẩn, Paris, An Tiêm.
- 1999 : Cảm nhận, Los Angeles, Văn Mới / Westminster, Văn Nghệ.
- 2001 : Tuyển tập, Los Angeles, Văn Mới. Réédité et complété en 2006.
- 2003 : Đàm thoại, Gardena, Văn Mới.
- 2009 : Cuối cùng, Californie, Thế Kỷ 21.
- 2014 : Tràng Thiên [Võ Phiến], Quê hương tôi, Hanoi, NXB Thời Đại / Nhã Nam. (comprend la réédition de Đất nước quê hương publié en 1973 et d'autres essais).

## Études sur l'œuvre de Vo Phien
- Nguyễn, Hưng Quốc, Võ Phiến, Westminster, CA, Văn Nghệ, 1996.
- Schafer, John C., Vo Phien and the Sadness of Exile, Northern Illinois University Monograph Series on Southeast Asia, 2006.
- Truong Thi-Lièu, Vo Phien, culture nationale, lectures occidentales, Thèse de doctorat, Littérature générale et comparée, Paris 3, 2001, 2 vol.